# Rozália Halmosi
Rozália Halmosi z domu Séfer (ur. 3 kwietnia 1951 w Pecöl) – węgierska lekkoatletka, sprinterka.

## Kariera sportowa
Specjalizowała się w biegu na 400 metrów. Zajęła 7. miejsce w finale sztafety 4 × 400 metrów na mistrzostwach Europy w 1969 w Atenach. Na mistrzostwach Europy w 1978 w Pradze odpadła w eliminacjach biegu na 400 metrów i zajęła 8. miejsce w finale sztafety 4 × 400 metrów.
Była mistrzynią Węgier w biegu na 400 metrów w 1970 oraz halową mistrzynią swego kraju na tym dystansie w 1976.
Czterokrotnie poprawiała rekord Węgier w sztafecie 4 × 400 metrów do rezultatu 3:30,70, uzyskanego 2 września 1978 w Pradze. Jej rekord życiowy w biegu na 400 metrów wynosił 53,59 s, ustanowiony w 30 lipca 1977 w Budapeszcie.